# كبلر-421b
كيبلر 421 بي (بالإنجليزية: Kepler-421b)‏ هو كوكب خارج المجموعة الشمسية، في كوكبة القيثارة، يتبع Kepler-421.

## الاكتشاف
اكتشف في 2014، وكانت طريقة الاكتشاف طريقة العبور.